# 義務消防隊

義務消防員標識

義務消防隊（ぎむしょうぼうたい、朝: 의무소방대）は、韓国で2002年から消防活動及び消防行政に対する補助、消防署に対する警備を行っていた組織のことで、韓国の徴兵制度による代替服務の一部である。義務消防隊の人員構成は、徴兵制度により徴兵対象者の中で義務消防隊に志願後、最終合格した者である。2023年6月13日に廃止された。
略称は義消（ぎしょう、朝: 의방）。

## 選抜
徴兵対象者が義務消防の志願によって支援により服務するもので、徴兵対象者が義務消防隊に志願後、選抜試験に選抜試験で最終合格した時、韓国陸軍に入隊及び基礎軍事訓練を受けた後、転換して服務することになるのだ。このような服務は消防庁の推薦による転換服務として、義務戦闘警察の選抜方式と同じ。

## 任務
- 消防業務・活動の補助(火災などにおける現場活動)
  - 火災の警戒・鎮圧
  - 災難・災害発生時、救助・救急活動
  - 消防用水施設の補助
- 文書の受付・発送など消防行政の支援
  - 消防行政の補助
  - 通信及び電算業務の補助
  - 119安全センターでの所内勤務の補助
  - 消防用水施設の維持及び管理の支援
  - 消防巡察及び予防活動の支援
  - 車両運転の支援

## 階級
階級は、韓国軍の階級の中で兵の階級に対応する。
- 特防（とくぼう、朝: 특방）：下士の一部である一般下士に対応。
- 首防（しゅぼう、朝: 수방）：兵長に対応。
- 上防（じょうぼう、朝: 상방）：上等兵に対応。
- 一防（いっぼう、朝: 일방）：一等兵に対応。
- 二防（にぼう、朝: 이방）：二等兵に対応。

## その他
- 徴兵制度により徴兵対象者の中で志願者を消防署で服務させる韓国の義務消防隊制度は、義務的な軍事訓練を受けた後、消防署に服務させることにより、非軍事的目的の業務を徴兵制度によって強制する制度の一部(強制労働)として、国際労働機関の強制労働に関する条約に反すると言われている。